# Oklahoma City Barons
Oklahoma City Barons var ett ishockeylag i Oklahoma City, Oklahoma, USA. Laget utgjorde Edmonton Oilers farmarlag i American Hockey League under åren 2010-2015. Laget ersattes sedan av Bakersfield Condors, och Oklahoma City Barons verksamhet är idag nedlagd.